# Nguyễn Kiều
Nguyễn Kiều (1695-1752), hiệu là Hạo Hiên; là nhà thơ và là đại quan nhà Lê trung hưng trong lịch sử Việt Nam. Ông là chồng của nữ sĩ Đoàn Thị Điểm.

## Tiểu sử sơ lược
Nguyễn Kiều sinh tại làng Phú Xá, huyện Từ Liêm, tỉnh Hà Đông, nay thuộc phường Phú Thượng, quận Tây Hồ, thành phố Hà Nội. Thuở trẻ, ông nổi tiếng hay chữ, có tài văn chương. Khoa Ất Mùi (1715) đời vua Lê Dụ Tông, ông đỗ Tiến sĩ, được bổ làm quan, dần lên đến chức Đô ngự sử, tước bá.
Sau khi góa vợ, khoảng năm 1742, ông lấy nữ sĩ Đoàn Thị Điểm làm vợ kế. Cũng trong năm ấy, ông được cử làm Chánh sứ cùng Nguyễn Tông Quai làm phó sứ, dẫn đoàn sang nhà Thanh (Trung Quốc).
Năm 1745, ông dẫn đoàn về nước. Năm 1748, ông được cử làm Tham thị ở Nghệ An. Trên đường theo chồng đi nhậm chức, Đoàn Thị Điểm bị cảm nặng rồi qua đời vào mùa thu năm ấy .
Thương cảm người bạn đời vắn số, ông viết bài văn tế, hết lời ca tụng văn tài và đức hạnh của bà .

## Tác phẩm
Tác phẩm Nguyễn Kiều có:
- Hạo Hiên thi tập gồm những bài thơ đề vịnh (danh thắng, núi sông, đền miếu…) và xướng họa với Nguyễn Tông Quai trên đường đi sứ sang Trung Quốc năm 1742-1745.

Ngoài ra, ông còn có bài Tựa đề cho sách Chu Dịch quốc âm của Đặng Thái Bàng. Trong tập Sử văn trích cẩm (trích những lời gấm thêu về sử và văn) và Hoa trình ngẫu bút lục (Ghi lại những bài phóng bút trong chuyến sứ trình) cũng có chép một số thơ đi sứ của ông. Tập Hồng Hà phu nhân di văn chép những bài xướng họa, thơ văn của ông và Đoàn Thị Điểm mới được phát hiện gần đây.
Nhìn chung, thơ đi sứ của Nguyễn Kiều là loại thơ hay, có phong cách. Có những bài, những câu diễm lệ, ý tứ có phần mới mẻ, giọng thơ tao nhã, tươi đẹp. Tất cả thường được thể hiện với niềm xúc động chân tình .

## Thông tin liên quan
Trước đây, Tiến sĩ Nguyễn Kiều được an táng tại khu vực Vườn Đào (thuộc phường Phú Thượng, quận Tây Hồ, thành phố Hà Nội ngày nay). Do yêu cầu giải phóng mặt bằng để tiến hành thi công công trình phục vụ dân sinh, Hội Khảo cổ học Việt Nam đã phối hợp với Ban Quản lý Di tích Danh thắng Hà Nội tiến hành khai quật khẩn cấp ngôi mộ ông vào ngày 24 tháng 7 năm 2011, và đưa về hợp táng bên mộ vợ ông là nữ sĩ Đoàn Thị Điểm tại thôn Phú Xá (nay là cụm 4, cũng thuộc phường Phú Thượng), sau "259 năm xa cách".

## Sách tham khảo
- Trần Văn Giáp, Tìm hiểu kho sách Hán Nôm (Tập 1 và Tập 2 in chung). Nhà xuất bản Khoa học xã hội, 2003.
- Bùi Duy Tân, mục từ Nguyễn Kiều trong Từ điển Văn học (bộ mới). Nhà xuất bản Thế giới, 2004.
- Nguyễn Thạch Giang (chủ biên), Văn học thế kỷ 18. Nhà xuất bản Khoa học xã hội, 2003.
- Nguyễn Q. Thắng-Nguyễn Bá Thế, Từ điển nhân vật lịch sử Việt Nam. Nhà xuất bản Khoa học xã hội, 1992.